# Fraccionamiento Jacarandas
Fraccionamiento Jacarandas är en ort i Mexiko.   Den ligger i kommunen Yautepec och delstaten Morelos, i den sydöstra delen av landet, 60 km söder om huvudstaden Mexico City. Fraccionamiento Jacarandas ligger 1 349 meter över havet och antalet invånare är 111.
Terrängen runt Fraccionamiento Jacarandas är kuperad åt nordost, men åt sydväst är den platt. Runt Fraccionamiento Jacarandas är det mycket tätbefolkat, med 1 056 invånare per kvadratkilometer. Närmaste större samhälle är Cuautla Morelos, 12,4 km söder om Fraccionamiento Jacarandas. Omgivningarna runt Fraccionamiento Jacarandas är en mosaik av jordbruksmark och naturlig växtlighet.